# Trémont (Orne)
Trémont – miejscowość i gmina we Francji, w regionie Normandia, w departamencie Orne.
Według danych na rok 1990 gminę zamieszkiwało 89 osób, a gęstość zaludnienia wynosiła 14 osób/km² (wśród 1815 gmin Dolnej Normandii Trémont plasuje się na 797. miejscu pod względem liczby ludności, natomiast pod względem powierzchni na miejscu 773.).